# Gulnas Eduardowna Chatunzewa
Gulnas Eduardowna Chatunzewa, vormals Badykowa (russisch Гульназ Эдуардовна Хатунцева, englisch Gulnaz Badykova; * 21. April 1994 in Tschekmagusch, Baschkortostan) ist eine russische Radsportlerin, die vorrangig Rennen auf der Bahn bestreitet.

## Sportliche Laufbahn
Seit 2011 ist Gulnas Badykowa international als Radsportlerin aktiv. Ihre ersten Erfolge errang sie in der Mannschaftsverfolgung. Zweimal wurde sie in dieser Disziplin U23-Europameisterin: 2013 gemeinsam mit Alexandra Tschekina, Swetlana Kaschirina und Marija Mischina und 2014 mit Tschekina und Tamara Balabolina. Ebenfalls 2013 errang sie bei den Europameisterschaften mit Tschekina, Jewgenija Romanjuta und Marija Mischina die Bronzemedaille in der Mannschaftsverfolgung.
Bei den U23-Europameisterschaften 2015 errang Badykowa ihre erste internationale Einzelmedaille, als sie Europameisterin im Punktefahren wurde. Im selben Jahr startete sie auch bei den Elite-Europameisterschaften in Mannschaftsverfolgung und gewann mit Jewgenija Romanjuta, Tamara Balabolina und Alexandra Gontscharowa Bronze. 2017 wurde sie in Berlin Vize-Europameisterin im Punktefahren, im Jahr darauf (mit Diana Klimowa) im Zweier-Mannschaftsfahren; im Punktefahren belegte sie Platz drei. Bei den russischen Bahnmeisterschaften dieses Jahres holte sie drei Titel.
Nachdem Badykowa geheiratet und 2020 eine Tochter zur Welt gebracht hatte, startete sie 2021, nun unter dem Namen Chatunzewa, bei den Olympischen Spielen in Tokio und errang mit Marija Nowolodskaja die Bronzemedaille im Zweier-Mannschaftsfahren, das für Frauen erstmals bei diesen Spielen ausgetragen wurde. Später im Jahr wurde sie zudem Europameisterin im Punktefahren. Nach einer zweiten Schwangerschaft kündigte sie 2025 ihre Rückkehr ins Renngeschehen an.

## Erfolge

### Bahn
2011
- Russische Junioren-Meisterin – Mannschaftsverfolgung (mit Alexandra Tschekina und Swetlana Kaschirina)[2]
- Junioren-Europameisterschaft – Mannschaftsverfolgung (mit Alexandra Tschekina und Swetlana Kaschirina)

2012
- Russische Junioren-Meisterin – Omnium, Mannschaftsverfolgung (mit Xenia Dobrinina und Natalja Moscharowa)[3]
- Junioren-Europameisterschaft – Mannschaftsverfolgung (mit Xenia Dobrinina und Natalja Moscharowa)

2013
- Europameisterschaft – Mannschaftsverfolgung (mit Alexandra Tschekina, Jewgenija Romanjuta und Marija Mischina)
- U23-Europameisterschaft – Mannschaftsverfolgung (mit Alexandra Tschekina, Swetlana Kaschirina und Marija Mischina)

2014
- Russische U23-Meisterin – Mannschaftsverfolgung (mit Alexandra Gontscharowa, Xenia Nikolajewa und Tamara Balabolina)[4]
- U23-Europameisterschaft – Mannschaftsverfolgung (mit Alexandra Gontscharowa, Alexandra Tschekina und Tamara Balabolina)

2015
- Russische U23-Meisterin – Mannschaftsverfolgung (mit Alexandra Tschekina, Natalja Moscharowa und Tamara Balabolina)[5]
- Europameisterin (U23) – Punktefahren
- Europameisterschaft – Mannschaftsverfolgung (mit Alexandra Tschekina, Natalja Moscharowa und Tamara Balabolina)
- Europameisterschaft – Mannschaftsverfolgung (mit Tamara Balabolina, Alexandra Tschekina, Maria Sawitskaja und Alexandra Gontscharowa)

2016
- Russische Meisterin – Mannschaftsverfolgung (mit Xenija Zimbaljuk, Lidija Malachowa und Jelisaweta Oschurkowa)[6]

2017
- Europameisterschaft – Punktefahren
- Russische Meisterin – Einerverfolgung

2018
- Europameisterschaft – Zweier-Mannschaftsfahren (mit Diana Klimowa)
- Europameisterschaft – Punktefahren
- Russische Meisterin – Omnium, Zweier-Mannschaftsfahren (mit Diana Klimowa), Mannschaftsverfolgung (mit Jewgenija Augustinas, Alexandra Gontscharowa und Anastasiia Jakowenko)

2021
- Nations Cup in Sankt Petersburg – Zweier-Mannschaftsfahren (mit Diana Klimowa)
- Olympische Spiele – Zweier-Mannschaftsfahren (mit Marija Nowolodskaja)
- Europameisterin – Punktefahren
- Russische Meisterin – Omnium

### Straße
2018
- Mannschaftszeitfahren Tour of Thailand